# Campeonato Mundial de Fórmula E de 2023–24
O Campeonato Mundial de Fórmula E de 2023–24 foi a décima temporada do campeonato de automobilismo para veículos elétricos reconhecido pela Federação Internacional de Automobilismo (FIA), como a categoria mais alta entre as competições de monopostos elétricos. Embora a temporada do campeonato seja designada como 2023–2024, todas as corridas foram realizadas em 2024.
Nesta temporada foi introduzida a Copa das Fabricantes, com os dois carros mais bem colocados por fabricante de trem de força por corrida marcando pontos para a fabricante na classificação, usando o mesmo sistema de pontos já implementado para os Campeonatos de Pilotos e Equipes.
O piloto da TAG Heuer Porsche, Pascal Wehrlein, sagrou-se campeão na última corrida da temporada, ficando à frente da dupla da Jaguar TCS Racing formada por Mitch Evans e Nick Cassidy. A Jaguar conquistou seu primeiro Campeonato de Equipes, derrotando a Porsche por uma margem de 36 pontos e, também, venceu a primeira Copa das Fabricantes.

## Pilotos e equipes
Todas as equipes utilizaram os chassis Formula E Gen3 com pneus Hankook. Os seguintes pilotos e equipes disputaram o Campeonato Mundial de Fórmula E de 2023–24:
| Equipe                           | Trem de força         | N° | Pilotos                | Rodadas    |
| -------------------------------- | --------------------- | -- | ---------------------- | ---------- |
| ABT CUPRA Formula E Team         | Mahindra M10Electro   | 11 | Lucas Di Grassi        | Todas      |
| ABT CUPRA Formula E Team         | Mahindra M10Electro   | 51 | Nico Müller            | 1–8, 11–14 |
| ABT CUPRA Formula E Team         | Mahindra M10Electro   | 51 | Kelvin van der Linde   | 9–10       |
| Andretti Formula E               | Porsche 99X Electric  | 1  | Jake Dennis            | Todas      |
| Andretti Formula E               | Porsche 99X Electric  | 17 | Norman Nato            | Todas      |
| DS Penske                        | DS E-Tense FE23       | 2  | Stoffel Vandoorne      | Todas      |
| DS Penske                        | DS E-Tense FE23       | 25 | Jean-Éric Vergne       | Todas      |
| Envision Racing                  | Jaguar I-Type 6       | 4  | Robin Frijns           | 1–8, 11–14 |
| Envision Racing                  | Jaguar I-Type 6       | 4  | Joel Eriksson          | 9–10       |
| Envision Racing                  | Jaguar I-Type 6       | 16 | Sébastien Buemi        | 1–8, 11–14 |
| Envision Racing                  | Jaguar I-Type 6       | 16 | Paul Aron              | 9–10       |
| ERT Formula E Team               | ERT X24               | 3  | Sérgio Sette Câmara    | Todas      |
| ERT Formula E Team               | ERT X24               | 33 | Dan Ticktum            | Todas      |
| Jaguar TCS Racing                | Jaguar I-Type 6       | 9  | Mitch Evans            | Todas      |
| Jaguar TCS Racing                | Jaguar I-Type 6       | 37 | Nick Cassidy           | Todas      |
| Mahindra Racing                  | Mahindra M10Electro   | 21 | Nyck de Vries          | 1–8, 11–14 |
| Mahindra Racing                  | Mahindra M10Electro   | 21 | Jordan King            | 9–10       |
| Mahindra Racing                  | Mahindra M10Electro   | 48 | Edoardo Mortara        | Todas      |
| Maserati MSG Racing              | Maserati Tipo Folgore | 7  | Maximilian Günther     | Todas      |
| Maserati MSG Racing              | Maserati Tipo Folgore | 18 | Jehan Daruvala         | Todas      |
| NEOM McLaren Formula E Team      | Nissan e-4ORCE 04     | 5  | Jake Hughes            | Todas      |
| NEOM McLaren Formula E Team      | Nissan e-4ORCE 04     | 8  | Sam Bird               | 1–8, 11–14 |
| NEOM McLaren Formula E Team      | Nissan e-4ORCE 04     | 8  | Taylor Barnard         | 8–10       |
| Nissan Formula E Team            | Nissan e-4ORCE 04     | 22 | Oliver Rowland         | Todas      |
| Nissan Formula E Team            | Nissan e-4ORCE 04     | 22 | Caio Collet            | 13–14      |
| Nissan Formula E Team            | Nissan e-4ORCE 04     | 23 | Sacha Fenestraz        | Todas      |
| TAG Heuer Porsche Formula E Team | Porsche 99X Electric  | 13 | António Félix da Costa | Todas      |
| TAG Heuer Porsche Formula E Team | Porsche 99X Electric  | 94 | Pascal Wehrlein        | Todas      |

### Mudanças nas equipes
- Em 20 de outubro de 2023, foi anunciado que a NIO havia se retirado da Fórmula E, com a equipe e fabricante NIO 333 Racing sendo transformada na ERT Formula E Team para a temporada de 2023–24, após a equipe receber novos investimentos.[27]

## Calendário
Os seguintes ePrixes fizeram parte do calendário do Campeonato Mundial de Fórmula E de 2023–24:
| ePrix  | ePrix                     | País           | Circuito                                   | Data                  |
| ------ | ------------------------- | -------------- | ------------------------------------------ | --------------------- |
| 1      | ePrix da Cidade do México | México         | Autódromo Hermanos Rodríguez               | 13 de janeiro de 2024 |
| 2      | ePrix de Daria            | Arábia Saudita | Circuito Urbano de Riade                   | 26 de janeiro de 2024 |
| 3      | ePrix de Daria            | Arábia Saudita | Circuito Urbano de Riade                   | 27 de janeiro de 2024 |
| 4      | ePrix de São Paulo        | Brasil         | Circuito Urbano de São Paulo               | 16 de março de 2024   |
| 5      | ePrix de Tóquio           | Japão          | Circuito Urbano de Tóquio                  | 30 de março de 2024   |
| 6      | ePrix de Misano Adriático | Itália         | Misano World Circuit Marco Simoncelli      | 13 de abril de 2024   |
| 7      | ePrix de Misano Adriático | Itália         | Misano World Circuit Marco Simoncelli      | 14 de abril de 2024   |
| 8      | ePrix de Mônaco           | Mônaco         | Circuito de Mônaco                         | 27 de abril de 2024   |
| 9      | ePrix de Berlim           | Alemanha       | Circuito Urbano do Aeroporto de Tempelhoft | 11 de maio de 2024    |
| 10     | ePrix de Berlim           | Alemanha       | Circuito Urbano do Aeroporto de Tempelhoft | 12 de maio de 2024    |
| 11     | ePrix de Xangai           | China          | Circuito Internacional de Xangai           | 25 de maio de 2024    |
| 12     | ePrix de Xangai           | China          | Circuito Internacional de Xangai           | 26 de maio de 2024    |
| 13     | ePrix de Portland         | Estados Unidos | Portland International Raceway             | 29 de junho de 2024   |
| 14     | ePrix de Portland         | Estados Unidos | Portland International Raceway             | 30 de junho de 2024   |
| 15     | ePrix de Londres          | Reino Unido    | ExCeL London                               | 20 de julho de 2024   |
| 16     | ePrix de Londres          | Reino Unido    | ExCeL London                               | 21 de julho de 2024   |
| Fonte: |                           |                |                                            |                       |

### Mudanças no calendário
- O ePrix da Cidade do Cabo, o ePrix de Jacarta e o ePrix de Roma não foram realizados em 2024.[53]
- O ePrix de Tóquio fez parte do calendário, sendo a primeira vez que um Campeonato Mundial da FIA visitou a cidade.[54]
- O ePrix de Xangai entrou no calendário, sendo a primeira vez que o campeonato foi disputado na China desde o ePrix de Sanya na temporada de 2018–19.[53]
- O ePrix de Misano Adriático fez parte do calendário, substituindo o ePrix de Roma.[55]
- O ePrix de Portland sediou uma rodada dupla, depois de ter sediado apenas uma corrida em 2023.[55]
- O ePrix de Haiderabade inicialmente fazia parte do calendário, mas, em janeiro de 2024, a organização anunciou que a corrida não seria realizada em razão de alteração políticas na região onde o ePrix seria sediado.[56]

## Resultados e classificação

### Por ePrix
| Rodada | Corrida          | Pole Position    | Volta mais rápida      | Vencedor               | Equipe                           | Ref.   |
| ------ | ---------------- | ---------------- | ---------------------- | ---------------------- | -------------------------------- | ------ |
| 1      | Cidade do México | Pascal Wehrlein  | Nick Cassidy           | Pascal Wehrlein        | TAG Heuer Porsche Formula E Team | [ 57 ] |
| 2      | Daria            | Jean-Éric Vergne | Jake Dennis            | Jake Dennis            | Andretti Formula E               | [ 58 ] |
| 3      | Daria            | Oliver Rowland   | Jake Dennis            | Nick Cassidy           | Jaguar TCS Racing                | [ 59 ] |
| 4      | São Paulo        | Pascal Wehrlein  | Nyck de Vries          | Sam Bird               | NEOM McLaren Formula E Team      |        |
| 5      | Tóquio           | Oliver Rowland   | Sam Bird               | Maximilian Günther     | Maserati MSG Racing              |        |
| 6      | Misano Adriático | Mitch Evans      | Oliver Rowland         | Oliver Rowland         | Nissan Formula E Team            |        |
| 7      | Misano Adriático | Jake Hughes      | António Félix da Costa | Pascal Wehrlein        | TAG Heuer Porsche Formula E Team |        |
| 8      | Mônaco           | Pascal Wehrlein  | Jehan Daruvala         | Mitch Evans            | Jaguar TCS Racing                |        |
| 9      | Berlim           | Edoardo Mortara  | Norman Nato            | Nick Cassidy           | Jaguar TCS Racing                |        |
| 10     | Berlim           | Jake Hughes      | Norman Nato            | António Félix da Costa | TAG Heuer Porsche Formula E Team |        |
| 11     | Xangai           | Jean-Éric Vergne | Jake Dennis            | Mitch Evans            | Jaguar TCS Racing                |        |
| 12     | Xangai           | Jake Dennis      | Norman Nato            | António Félix da Costa | TAG Heuer Porsche Formula E Team |        |
| 13     | Portland         | Mitch Evans      | Jake Hughes            | António Félix da Costa | TAG Heuer Porsche Formula E Team |        |
| 14     | Portland         | Jean-Éric Vergne | Robin Frijns           | António Félix da Costa | TAG Heuer Porsche Formula E Team |        |
| 15     | Londres          | Mitch Evans      | Mitch Evans            | Pascal Wehrlein        | TAG Heuer Porsche Formula E Team |        |
| 16     | Londres          | Nick Cassidy     | Jake Hughes            | Oliver Rowland         | Nissan Formula E Team            |        |

### Sistema de pontuação
- Os pontos são concedidos para os dez primeiros colocados em cada corrida.
- Para o piloto que marca a pole position.
- Para o piloto, entre os dez primeiros, que marca a volta mais rápida.

| Posição | 1º | 2º | 3º | 4º | 5º | 6º | 7º | 8º | 9º | 10º | Pole position | Volta rápida |
| Pontos  | 25 | 18 | 15 | 12 | 10 | 8  | 6  | 4  | 2  | 1   | 3             | 1            |

### Campeonato de Pilotos
| Pos. | Piloto                 | CMX | DAR | DAR | SPL | TOQ | MIS | MIS | MCO | BER | BER | XAN | XAN | PRT | PRT | LON | LON | Pts |
| ---- | ---------------------- | --- | --- | --- | --- | --- | --- | --- | --- | --- | --- | --- | --- | --- | --- | --- | --- | --- |
| 1    | Pascal Wehrlein        | 1   | 8   | 7   | 4   | 5   | 16  | 1   | 5   | 5   | 4   | 2   | 20  | 10  | 4   | 1   | 2   | 198 |
| 2    | Mitch Evans            | 5   | 5   | 10  | 2   | 15  | 5   | NC  | 1   | 4   | 6   | 1   | 5   | 8   | 3   | 2   | 3   | 192 |
| 3    | Nick Cassidy           | 3   | 3   | 1   | Ret | 9   | Ret | 3   | 2   | 1   | 2   | 3   | 4   | 19  | 13  | 7   | Ret | 176 |
| 4    | Oliver Rowland         | 11  | 13  | 3   | 3   | 2   | 1   | Ret | 6   | 3   | 3   | 4   | 10  | NP  | NP  | 15  | 1   | 156 |
| 5    | Jean-Éric Vergne       | 6   | 2   | 8   | 7   | 12  | 6   | 7   | 4   | 2   | 10  | 6   | 7   | 3   | 5   | 17  | 5   | 139 |
| 6    | António Félix da Costa | Ret | 16  | 14  | 6   | 4   | DSQ | 17  | 7   | 6   | 1   | 18  | 1   | 1   | 1   | Ret | 13  | 134 |
| 7    | Jake Dennis            | 9   | 1   | 12  | 5   | 3   | 2   | 2   | 20  | Ret | 5   | 5   | 11  | 6   | 10  | 16  | Ret | 122 |
| 8    | Maximilian Günther     | 4   | 7   | 9   | 9   | 1   | 3   | 12  | 9   | Ret | Ret | 21  | 8   | Ret | 8   | 19  | Ret | 73  |
| 9    | Robin Frijns           | Ret | 10  | 2   | 18  | 9   | 17  | Ret | 17  | NP  | NP  | 12  | 9   | 2   | 2   | Ret | 7   | 66  |
| 10   | Stoffel Vandoorne      | 8   | 14  | 5   | 8   | 16  | 8   | Ret | 3   | 7   | 20  | 9   | 6   | 9   | 11  | 9   | 8   | 61  |
| 11   | Sébastien Buemi        | 2   | 12  | WD  | 10  | 13  | 12  | Ret | 15  | NP  | NP  | 8   | 12  | 20  | 9   | 3   | 4   | 53  |
| 12   | Nico Müller            | 17  | 18  | 13  | Ret | 8   | 11  | 4   | Ret | NP  | NP  | 15  | 15  | 5   | 6   | 6   | 6   | 52  |
| 13   | Sam Bird               | 14  | 4   | Ret | 1   | NC  | Ret | 10  | WD  | NP  | NP  | 17  | Ret | 7   | Ret | 8   | Ret | 48  |
| 14   | Jake Hughes            | 7   | 12  | 4   | Ret | 14  | 13  | 8   | 16  | 15  | 12  | 16  | 2   | 21  | Ret | Ret | 10  | 48  |
| 15   | Norman Nato            | 10  | 6   | 16  | 17  | 6   | 7   | 16  | 10  | 18  | 19  | 14  | 3   | 13  | 7   | 10  | 12  | 47  |
| 16   | Edoardo Mortara        | 13  | 15  | 11  | 12  | DSQ | Ret | 13  | Ret | 8   | 16  | Ret | 13  | 4   | Ret | 5   | Ret | 29  |
| 17   | Sacha Fenestraz        | 12  | Ret | 6   | 11  | 11  | 10  | 5   | 8   | 9   | Ret | 11  | 14  | 15  | 18  | 14  | 15  | 26  |
| 18   | Nyck de Vries          | 15  | 17  | 15  | 14  | Ret | 14  | 15  | 12  | NP  | NP  | 7   | 16  | 12  | Ret | 4   | 16  | 18  |
| 19   | Dan Ticktum            | 18  | 21  | Ret | 16  | 18  | 4   | 14  | 13  | 14  | 17  | 20  | 21  | 17  | 15  | 13  | 14  | 12  |
| 20   | Sérgio Sette Câmara    | NL  | 9   | 18  | DSQ | 10  | 15  | 6   | 19  | 16  | 13  | 13  | 18  | 14  | 14  | 12  | 11  | 11  |
| 21   | Jehan Daruvala         | 16  | 20  | Ret | 15  | 17  | Ret | 9   | 18  | 17  | 7   | 19  | 17  | 16  | 12  | 18  | Ret | 8   |
| 22   | Taylor Barnard         | NP  | NP  | NP  | NP  | NP  | NP  | NP  | 14  | 10  | 8   | NP  | NP  | NP  | NP  | NP  | NP  | 5   |
| 23   | Lucas di Grassi        | Ret | 19  | 17  | 13  | Ret | 10  | 12  | 11  | Ret | 11  | 10  | 19  | 11  | 17  | 11  | 9   | 4   |
| 24   | Joel Eriksson          | NP  | NP  | NP  | NP  | NP  | NP  | NP  | NP  | Ret | 9   | NP  | NP  | NP  | NP  | NP  | NP  | 2   |
| 25   | Kelvin van der Linde   | NP  | NP  | NP  | NP  | NP  | NP  | NP  | NP  | 11  | 15  | NP  | NP  | NP  | NP  | NP  | NP  | 0   |
| 26   | Jordan King            | NP  | NP  | NP  | NP  | NP  | NP  | NP  | NP  | 12  | 18  | NP  | NP  | NP  | NP  | NP  | NP  | 0   |
| 27   | Paul Aron              | NP  | NP  | NP  | NP  | NP  | NP  | NP  | NP  | 13  | 14  | NP  | NP  | NP  | NP  | NP  | NP  | 0   |
| 28   | Caio Collet            | NP  | NP  | NP  | NP  | NP  | NP  | NP  | NP  | NP  | NP  | NP  | NP  | 18  | 16  | NP  | NP  | 0   |
| Pos. | Piloto                 | CMX | DAR | DAR | SPL | TOQ | MIS | MIS | MCO | BER | BER | XAN | XAN | PRT | PRT | LON | LON | Pts |

| Cor      | Resultado                      |
| -------- | ------------------------------ |
| Ouro     | Vencedor                       |
| Prata    | 2º lugar                       |
| Bronze   | 3º lugar                       |
| Verde    | Terminou, nos pontos           |
| Azul     | Terminou, sem pontos           |
| Azul     | Terminou, sem classificar (NC) |
| Púrpura  | Retirou-se (Ret)               |
| Vermelho | Não qualificado (NQ)           |
| Vermelho | Não pré-qualificado (NPQ)      |
| Preto    | Desqualificado (DSQ)           |
| Branco   | Não largou (NL)                |
| Branco   | Desistência (WD)               |
| Branco   | Corrida cancelada (C)          |
| Sem cor  | Não participou (NP)            |
| Sem cor  | Excluído (EX)                  |

### Campeonato de Equipes
| Pos. | Equipe                           | N.º | CMX | DAR | DAR | SPL | TOQ | MIS | MIS | MCO | BER | BER | XAN | XAN | PRT | PRT | LON | LON | Pts |
| ---- | -------------------------------- | --- | --- | --- | --- | --- | --- | --- | --- | --- | --- | --- | --- | --- | --- | --- | --- | --- | --- |
| 1    | TAG Heuer Porsche Formula E Team | 13  | Ret |     |     |     |     |     |     |     |     |     |     |     |     |     |     |     | 28  |
| 1    | TAG Heuer Porsche Formula E Team | 94  | 1   |     |     |     |     |     |     |     |     |     |     |     |     |     |     |     | 28  |
| 2    | Jaguar TCS Racing                | 9   | 5   |     |     |     |     |     |     |     |     |     |     |     |     |     |     |     | 26  |
| 2    | Jaguar TCS Racing                | 37  | 3   |     |     |     |     |     |     |     |     |     |     |     |     |     |     |     | 26  |
| 3    | Envision Racing                  | 4   | Ret |     |     |     |     |     |     |     |     |     |     |     |     |     |     |     | 18  |
| 3    | Envision Racing                  | 16  | 2   |     |     |     |     |     |     |     |     |     |     |     |     |     |     |     | 18  |
| 4    | Maserati MSG Racing              | 7   | 4   |     |     |     |     |     |     |     |     |     |     |     |     |     |     |     | 12  |
| 4    | Maserati MSG Racing              | 18  | 16  |     |     |     |     |     |     |     |     |     |     |     |     |     |     |     | 12  |
| 5    | DS Penske                        | 2   | 8   |     |     |     |     |     |     |     |     |     |     |     |     |     |     |     | 12  |
| 5    | DS Penske                        | 25  | 6   |     |     |     |     |     |     |     |     |     |     |     |     |     |     |     | 12  |
| 6    | NEOM McLaren Formula E Team      | 5   | 7   |     |     |     |     |     |     |     |     |     |     |     |     |     |     |     | 6   |
| 6    | NEOM McLaren Formula E Team      | 8   | 14  |     |     |     |     |     |     |     |     |     |     |     |     |     |     |     | 6   |
| 7    | Andretti Formula E               | 1   | 9   |     |     |     |     |     |     |     |     |     |     |     |     |     |     |     | 3   |
| 7    | Andretti Formula E               | 17  | 10  |     |     |     |     |     |     |     |     |     |     |     |     |     |     |     | 3   |
| 8    | Nissan Formula E Team            | 22  | 11  |     |     |     |     |     |     |     |     |     |     |     |     |     |     |     | 0   |
| 8    | Nissan Formula E Team            | 23  | 12  |     |     |     |     |     |     |     |     |     |     |     |     |     |     |     | 0   |
| 9    | Mahindra Racing                  | 21  | 15  |     |     |     |     |     |     |     |     |     |     |     |     |     |     |     | 0   |
| 9    | Mahindra Racing                  | 48  | 13  |     |     |     |     |     |     |     |     |     |     |     |     |     |     |     | 0   |
| 10   | ABT CUPRA Formula E Team         | 11  | Ret |     |     |     |     |     |     |     |     |     |     |     |     |     |     |     | 0   |
| 10   | ABT CUPRA Formula E Team         | 51  | 17  |     |     |     |     |     |     |     |     |     |     |     |     |     |     |     | 0   |
| 11   | ERT Formula E Team               | 3   | NL  |     |     |     |     |     |     |     |     |     |     |     |     |     |     |     | 0   |
| 11   | ERT Formula E Team               | 33  | 18  |     |     |     |     |     |     |     |     |     |     |     |     |     |     |     | 0   |
| Pos. | Equipe                           | N.º | CMX | DAR | DAR | SPL | TOQ | MIS | MIS | MCO | BER | BER | XAN | XAN | PRT | PRT | LON | LON | Pts |